# Фантазм 4: Забвение
«Фантазм 4: Забвение» (англ. Phantasm IV: Oblivion) — американский фильм ужасов 1998 года режиссёра Дона Коскарелли. Премьера фильма состоялась 31 июля 1998 года. К своим ролям вернулись основные исполнители: А. Майкл Болдуин в роли Майка, Реджи Бэннистер в роли Реджи, Билл Торнбери в роли Джоди, а также Ангус Скримм в роли Высокого человека. Часть фильма состоит из отрывков трёх предыдущих частей серии (включая кадры, так и не вошедшие в окончательную версию первого фильма, которые сделаны как воспоминания Майка). Является 4 частью одноимённой франшизы.

## Сюжет
По традиции, фильм начинается с финальной сцены предыдущего фильма. Пока Реджи прижат к стене летающими сферами, Майк едет далеко в пустыню, подальше от людей, чтобы они не увидели тех чудовищных изменений в нём, которые начались после процедуры Высокого. Вместе с тем он вспоминает последний спокойный день до того, как в его жизни появился Высокий.
Тем временем Реджи удаётся выбраться из мавзолея. У своей машины он встречает Джоди, который просит его ехать вслед за Майком, так как тому скоро потребуется помощь.
Майка преследуют странные видения. Сначала он видит мёртвую старую женщину, затем перед ним появляется сам Высокий. Он просит Майка смириться с судьбой и присоединиться к нему. Оказывается, что машина едет сама по себе и направляется в сторону Долины смерти.
Тем временем машину Реджи останавливает полицейский, который оказывается живым мертвецом. В трудной схватке Реджи удаётся убить его, взорвав полицейскую машину.
Утром Майк обнаруживает себя в Долине Смерти. Высокий оставил ему чёрный похоронный костюм, как у себя. Не желая мириться с судьбой, Майк отказывается его надевать. Предчувствуя скорую смерть, он пишет завещание, а позже, во сне он снова переживает момент, когда Высокий превратил его в себе подобного, поместив в его голову металлический шар. Затем видение меняется и Майк оказывается в далёком прошлом, во времена войны, где он лежит на операционном столе в госпитале, а над ним зловеще склоняется Высокий (вернее тот, кем он был когда-то).
Майк просыпается в холодном поту. Выйдя из машины, он видит металлические столбики портала, ведущего в Красный мир. Майк принимает волевое решение — покончить с собой. Оказавшись в петле, он вдруг видит Высокого и вновь проваливается в воспоминания. Он видит, как ещё мальчишкой был вынужден спасаться бегством от Высокого в тёмном лесу. Неожиданно появляется молодой Джоди и накидывает петлю на шею старика. Повесив злодея, герои уезжают на машине. Позже, когда юный Майк крепко спит, его вдруг будит голос Высокого. Майк возвращается в лес и видит, что старик все ещё жив. Он просит Майка срезать верёвку, взамен он обещает навсегда исчезнуть. Майк освобождает его и…
Неожиданно у взрослого Майка лопается верёвка и он оказывается на земле. Перед ним Высокий, который говорит, что давно ждал их встречи. «Твоя жизнь — это моя собственность!» — говорит он и в очередной раз приглашает Майка присоединиться к нему. Майк не соглашается и, используя свои новые способности, создаёт поблизости портал, через который и сбегает. «Осторожней, парень, — говорит ему вслед Высокий. — Берегись того, чего ищешь. Можешь найти…»
Майк оказывается в странной винтажной лаборатории. Выйдя из дома он встречает старика, похожего на Высокого человека, однако тот ведёт себя очень мирно и приветливо. Выясняется, что это Джебедайя Морнингсайд (англ. Jebediah Morningside), учёный из прошлого, который создал Вилку измерений — тот самый портал в виде двух металлических столбиков. Тут же Майк видит старую слепую женщину, которая ранее привиделась ему в машине, а в детстве предсказывала ему будущее. В страхе Майк убегает обратно в портал. Оказавшись в пустыне, он видит, что тут появилось множество порталов, ведущих в неизвестные места.
Майк пытается отдышаться среди камней, когда видит скорпиона. Силой мысли он сбрасывает на него камень. Таким же образом он убивает прячущегося в камнях карлика. В голове у Майка созревает план. Он разбирает двигатель автомобиля и из его деталей решает создать летающий шар, который способен контролировать. От этой работы его отвлекает Джоди. Майк раздражён отсутствием информации от него и спрашивает напрямую: «Что ты за существо? Реджи сказал, что ты погиб в автокатастрофе!». Джоди объясняет, что он не погиб в аварии, а был похищен Высоким, когда вернулся домой. Майк начинает подозревать брата в сговоре с Высоким.
В это время Реджи встречает случайную попутчицу в дороге — молодая девушка попала в аварию и он берётся её подвести. Вечером они решают заночевать в заброшенном придорожном мотеле, где Реджи в очередной раз пытается подкатить к понравившейся девушке, и в очередной раз терпит поражение. Ночью Реджи видит сон, где он бродит по кладбищу и попадает в руки Майка, похожего на Высокого.
Проснувшись, Реджи видит, что с его новой подругой происходит что-то странное. Откинув край её рубашки, он видит, что вместо груди у неё два летающих шара. Реджи уничтожает их, а также девушку, которая к тому моменту окончательно превратилась в зомби.
Майк решает снова пройти через портал, чтобы предотвратить само появление Высокого, раз его нельзя убить. Уже у самого портала он слышит голос Высокого: «Ты попадешь туда, куда я захочу, мальчик!» и Майк оказывается посреди пустынной улицы Лос-Анджелеса. Неожиданно он видит Высокого и, пытаясь спрятаться от него, сталкивается с Джоди. На вопрос «Где они оказались?» Джоди отвечает: «Не „где“, а „когда“!».
Тем временем Реджи наконец-то добирается до Долины смерти. Увидев катафалк, он понимает, что Майк тут. Он переодевается в свою одежду мороженщика, в которой был в первом фильме, и берёт в руки оружие. Приблизившись к катафалку, он сталкивается с несколькими карликами и убивает их. Тут из портала появляются оба брата. Реджи рад видеть их, но Майк незаметно просит того не доверять Джоди. Реджи передает Майку камертон, которым можно разрушить портал, и Майк просит Джоди отвести его в «самое начало». Джоди переносит его в лабораторию Морнингсайда.
Братья видят, как Джебедайя входит в портал, но возвращается оттуда уже известный нам Высокий. Он видит братьев и загоняет Майка в портал. Джоди следует за ним и они оказываются посреди кладбища. Майк в очередной раз просит Джоди всё объяснить, но тот хранит молчание. Завязывается короткая драка и Майк ранит брата ножом. Увидев жёлтую кровь, он понимает, что Джоди (или то, что от него осталось) всё это время был на стороне Высокого. Майк убивает брата и возвращается к порталу, когда на него набрасывается Джоди. Братья проваливаются в портал и Майк приходит в себя в похоронном бюро на столе для бальзамирования. Над ним склонились Высокий и Джоди. Высокий наносит круглой пилой глубокую рану на голове у Майка, но тот из последних сил вытаскивает из кармана камертон. Ударив им о стол, Майк видит, что оба злодея замерли на месте. Майк направляет руку Высокого с пилой на Джоди и тот падает на пол. Умирая, он говорит, что давно умер в той машине. Высокий приходит в себя и отнимает у Майка камертон, но самому парню удаётся сбежать.
Встретившись с Реджи, друзья решают дать отпор Высокому. Когда тот появляется из портала, Реджи пытается его остановить, но тот слишком силён. Майк использует сделанный им летающий шар и тот вонзается в голову Высокого, а затем Майк силой мысли взрывает катафалк. Высокий убит, но тут же из портала появляется ещё один. Он подходит к раненому Майку, достаёт из его головы серебряную сферу и удаляется через портал.
Реджи пытается привести Майка в чувство, но тот медленно умирает. «Я сейчас за тобой вернусь!» — обещает Реджи и прыгает в портал, следом за Высоким. Майк видит, как молодой Реджи подвозит юного Майка на своей машине с мороженым. Вдруг он слышит голос Майка «Я умираю!», но мальчик говорит, что это просто ветер.
Машина исчезает в ночной тьме.

## В ролях
- А. Майкл Болдуин — Майкл (Майк) Пирсон
- Реджи Бэннистер — Реджи
- Билл Торнбери — Джоди Пирсон
- Хайди Марнхоут — Дженнифер
- Боб Айви — демон
- Ангус Скримм — Высокий Человек (Верзила) / Джебедайя Морнингсайд (англ. Jebediah Morningside)

## Съёмки
Съёмки фильма проводились в течение 23 дней. Для съёмок некоторых сцен фильма создатели хотели перекрыть одну из самых широких улиц Лос-Анджелеса, которая по сюжету должна была быть пустынной, однако идея не была реализована из-за низкого бюджета картины. В итоге съёмки были назначены на раннее утро после Дня Благодарения, и улица действительно оказалась пустынной в течение 10 минут.